# Partisansøm
Partisansøm (historisk fodangler) er små stjerner, der standser fodfolk, ryttere og køretøjer - og tidligere heste og krigselefanter. Partisansøm blev af romerne kaldt tribulus eller nogle gange murex ferreus.
Partisansøm har fire spidser. Uanset hvordan de lander på en vandret overflade, vil en spids altid vende opad. 
Partisansøm laves ved at flette to stykker metal sammen på midten og sørge for, at spidserne er jævnt fordelt.
Partisansøm blev anvendt til at standse politiets køretøjer ved et groft røveri mod værdihåndteringsfirmaet Loomis i Glostrup 1. april 2008 og ved røveriet mod Dansk Værdihåndtering i august 2008. Partisansøm blev også brugt ved røveriforsøg mod Danske Bank-filialen i Ullerslev-Centret 7. juni 2012.